# Abysse
Pour les articles homonymes, voir Abysse (homonymie).
Pour les articles ayant des titres homophones, voir ABIS et Abyss.
« Abyssal » redirige ici. Pour le groupe musical mexicain, voir Abyssal (groupe).

La zonation verticale d'un océan.

L'abysse (du grec ancien ἄβυσσος / ábyssos signifiant « sans fond, d'une profondeur immense ») est l'ensemble des zones très profondes d'un océan. Comme les caractéristiques environnementales de ces zones sont partout les mêmes, on utilise pour les dénommer globalement le terme abysses au pluriel. Aussi appelés grands fonds océaniques ou grandes profondeurs, les abysses occupent les deux tiers de la planète Terre. Au singulier, un abysse correspond à un point de profondeur extrême, comme la fosse des Mariannes, qui est l'abysse le plus profond connu (11 000 m).
La zone abyssale se situe au-delà de 4 000 m de profondeur et peut être considérée (avec la zone hadale qui se trouve en dessous) du point de vue hydrologique comme les abysses proprement dits. Cependant, la zone bathypélagique qui va de 1 000 m à 4 000 m de profondeur est souvent considérée comme faisant partie des grands fonds car elle en possède les caractéristiques : absence totale de lumière, grand froid, et haute pression.
Pour la biologie, l'eau « profonde » commence à une profondeur moindre en incluant aussi la zone mésopélagique (entre 200 m et 1 000 m), située en dessous de la thermocline pour ce qui est de la température, et en dessous de la zone photique pour ce qui est de la lumière (à  150 mètres de profondeur dans les océans, 99 % de la lumière solaire a été absorbée). C'est alors toute la zone aphotique qui est considérée : zone bathyale (zone mésopélagique + zone bathypélagique), zone abyssale et zone hadale.
On a longtemps pensé toute vie impossible dans les abysses, pourtant les premiers bathyscaphes y découvrirent, dans les années 1970, un foisonnement de vie au sein d'écosystèmes inconnus, à proximité d'importantes ressources minérales. Aujourd'hui, certaines sources hydrothermales profondes (fumeurs noirs) sont associées à une des principales hypothèses quant à l'origine de la vie sur Terre. Il existe aussi un certain nombre de poissons abyssaux.
Les abysses restent néanmoins très mal connus ; à l’heure actuelle, 95 % des abysses restent inexplorés, les grands fonds sont cartographiés avec bien moins de précision que la Lune et davantage d’hommes sont allés dans l’espace qu'au plus profond des océans,.

## Caractéristiques environnementales

### Profondeur
L'océan profond est divisé par les scientifiques en plusieurs couches, selon la profondeur : 
- la zone littorale, de 0 à 200 m de profondeur ;
- la zone mésale, de 200 à 1000 m ;
- la zone bathyale, de 1000 à 4000 m ;
- la zone abyssale, de 4000 à 6000 m ;
- la zone hadale, de 6000 m aux fosses les plus profondes (fosse des Mariannes dans l'océan Pacifique dont le point le plus bas se situe selon les relevés entre un peu moins de 11 500 m mètres (Challenger Deep) et un peu plus de 11 000 m mètres de profondeur). On compte un total de 46 zones hadales dans le monde, dont 33 fosses ; au moins 5 de ces fosses océaniques dépassent les 10 km de profondeur (Mariannes, Tonga, Kuril-Kamchatka, Philippines, Kermadec)[1]. La zone hadale constitue donc moins de 0,2 % de la surface des océans, mais 45 % de sa profondeur totale.

### Température
Les deux zones de changement les plus brutales de température sont la zone de transition entre les eaux de surface et les eaux profondes (la thermocline ou l'entre deux eaux) et la transition entre les grands fonds marins et l'eau chaude des sources hydrothermales. La thermocline a une épaisseur variant de quelques centaines de mètres à près de mille mètres. En dessous de la thermocline, la masse d'eau des abysses est froide et beaucoup plus homogène. Les thermoclines sont plus fortes dans les régions tropicales, où la température de la zone épipélagique est généralement supérieure à 20 °C. De la base de la zone épipélagique, la température descend sur plusieurs centaines de mètres à 5 ou 6 °C à 1 000 mètres. Elle continue ensuite à diminuer, mais à un taux beaucoup plus faible. En dessous de 3 000 m, l'eau est isotherme : quelle que soit la profondeur, la température est pratiquement stable pendant de longues périodes. Il n'y a pas de variations saisonnières de température, ni de changement annuel. Aucun autre habitat sur la terre ne possède une température aussi constante.
Les cheminées hydrothermales sont le contraste direct avec une température constante. Dans ces systèmes, la température de l'eau en bordure des cheminées peut atteindre 400 °C (l'ébullition est empêchée par la pression hydrostatique considérable), tandis que quelques mètres plus loin, elle peut être de 2 à 4 °C seulement.

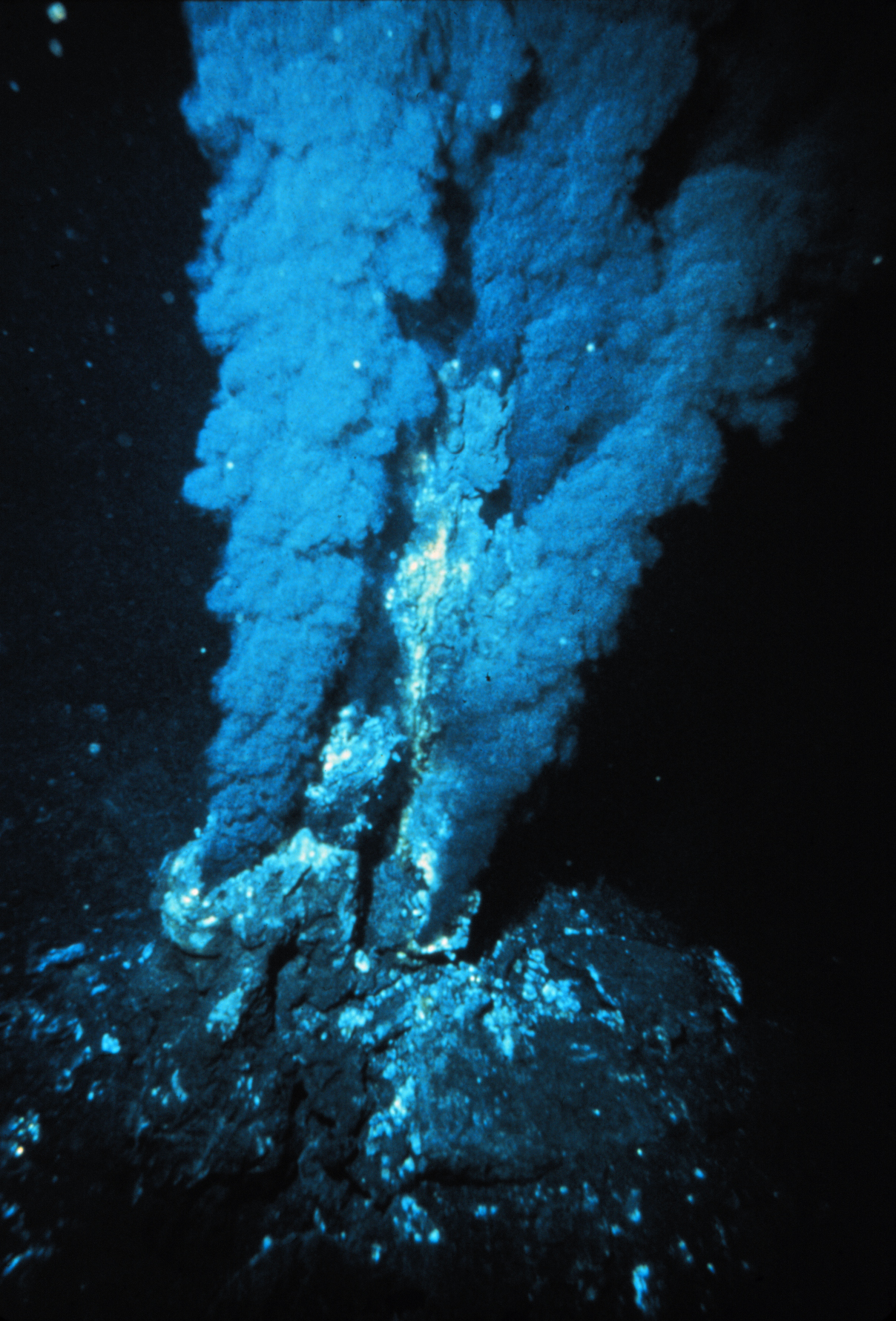
Une source hydrothermale dans les abysses.
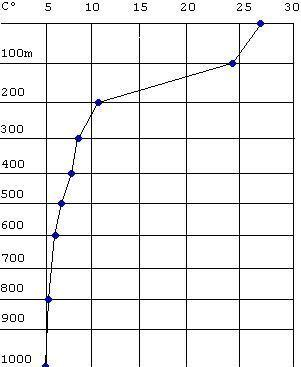
Graphique montrant la thermocline d'un océan tropical. Notez le brusque changement entre 100 et 200 mètres.

### Lumière
La lumière est inexistante dans les abysses, à l'exception de la partie supérieure de la zone mésopélagique. La photosynthèse y est donc impossible, excluant toute production primaire d'oxygène. Ainsi, la bioluminescence, produite par les organismes vivants, est la seule source de lumière dans les profondeurs. Face à ce manque de lumière, les organismes doivent compter sur les autres sens plutôt que la vision. Elle peut aussi avoir un effet sélectif sur les habitudes de locomotion des animaux et sur leurs systèmes de propulsion.

### Pression
La pression est le plus grand facteur environnemental qui agit sur les organismes des abysses. Tous les 10 mètres de profondeur, la pression de l'eau augmente d'une atmosphère (1 atm ≈ 1 bar), c'est-à-dire d'autant que la pression exercée par une colonne d'air sur la surface de l'océan. Dans la mer profonde, la gamme de pression est de 20  à   1 000 atm. L'exposition à la pression joue un grand rôle dans la distribution des organismes d'eau profonde. Jusqu'à récemment, on manquait d'informations détaillées sur les effets directs de la pression sur la plupart des organismes des abysses, parce que presque tous les organismes des grands fonds marins étaient remontés à la surface par chalutage, morts ou mourants. Avec l'avènement des pièges qui intègrent une chambre spéciale de maintien de pression, des animaux métazoaires de plus grande taille ont été remontés de la mer profonde en bon état. Certains d'entre eux ont ainsi pu être maintenus vivants à des fins expérimentales, permettant une meilleure connaissance des effets biologiques de la pression.

### Salinité
La salinité a une remarquable constance dans les abysses comme en mer (sauf dans les mers fermées ou semi-fermées comme la mer Méditerranée ou la Baltique). Elle peut néanmoins varier par endroits,  a priori sans grand effets écologiques, sauf - rarement et très localement - quand il y a accumulations de saumure dense. Dans ce cas, il semble que la plupart des espèces fuient le milieu.

## Biologie

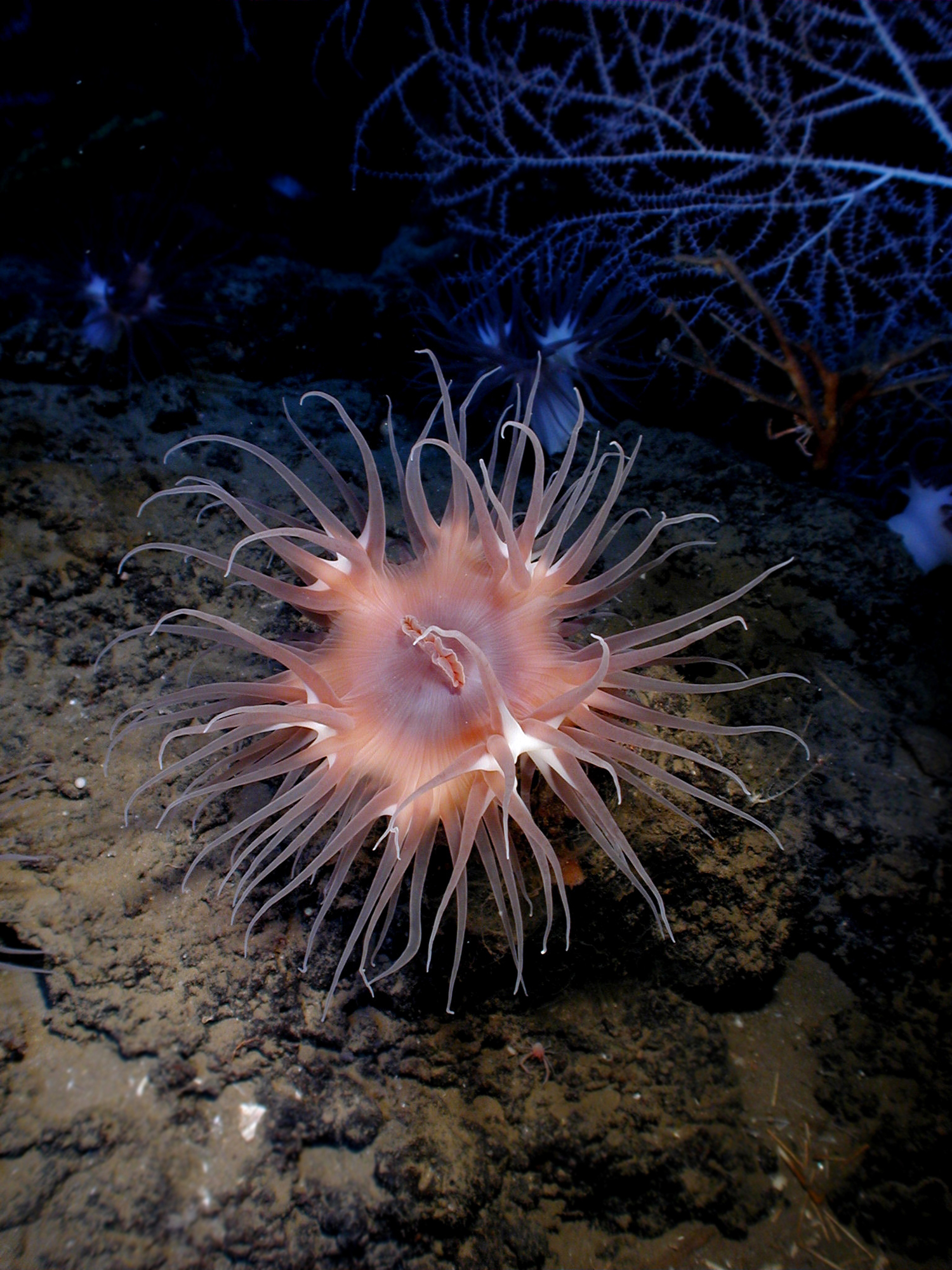
Actinostola sp., une anémone de mer, photographiée dans le golfe du Mexique.

### Faune abyssale
La faune abyssale inclut des représentants de presque tous les embranchements d'animaux marins, mais de nombreuses espèces se sont adaptées à la vie abyssale. On les distingue en deux catégories : les animaux benthiques, qui vivent près du fond, et les animaux pélagiques, qui vivent dans la colonne d'eau. Cependant, la plupart des espèces passent leur stade planctonique dans le plancton, dans la zone pélagique.
La plupart des organismes abyssaux pélagiques, allant du zooplancton aux poissons en passant par le necton, vivent au rythme du soleil. Chaque nuit ils remontent dans les eaux superficielles pour se nourrir, pour ensuite redescendre au lever du soleil. Cette migration verticale leur garantit une relative sécurité.
Les organismes abyssaux benthiques évoluent de manière plus étroite avec la surface, ils dépendent soit d'un écosystème abyssal (sources hydrothermales, suintements froids...), soit de la matière organique tombant des zones supérieures (neige marine, carcasses de baleines...).
Parmi les animaux benthiques les plus abondants des étages les plus profonds, on trouve une grande abondance d'holothuries (« concombres de mer »), détritivores très bien adaptés aux contraintes de ce genre de milieu.

### Physiologie animale
La faune abyssale a développé de nombreuses adaptations physiologiques et comportementales, comme la bioluminescence, une croissance très lente et une maturité sexuelle tardive.

## Écosystèmes des profondeurs

### Monts sous-marins
Les monts sous-marins sont des montagnes ou d'anciens volcans s'élevant depuis le fond de la mer mais sans atteindre la surface de l'océan. Ils constituent des écosystèmes particuliers, qui abritent une biodiversité marine et une biomasse souvent très supérieure à celle des masses d'eau environnantes.

### Monts hydrothermaux

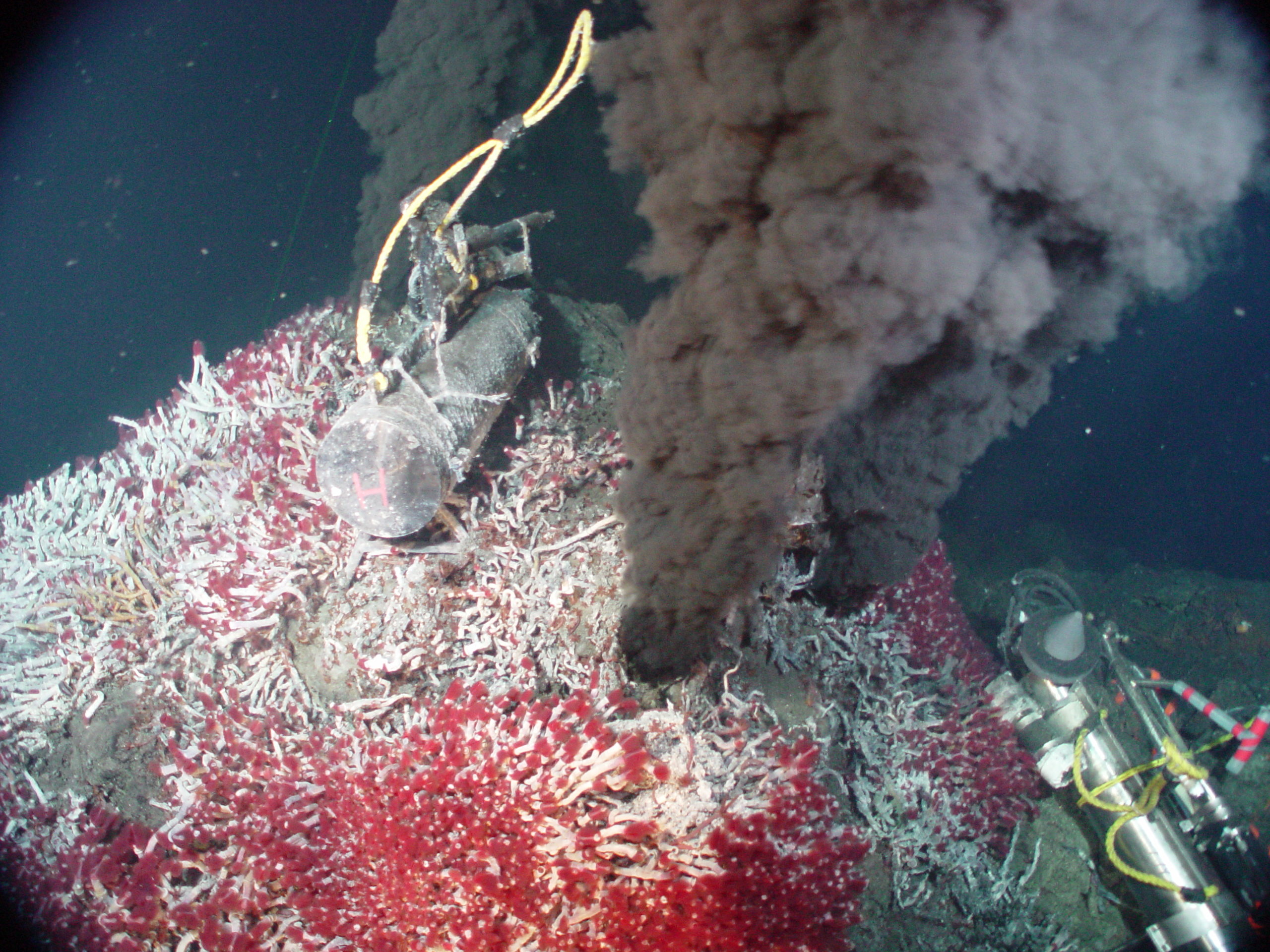
Une communauté de vers tubicoles géants à la base d'un mont hydrothermal.

Les monts hydrothermaux sont des évents hydrothermaux situés à proximité des dorsales océaniques. Cet écosystème est basé sur une production primaire assurée par des bactéries chimiosynthétiques qui vivent libres ou en symbiose avec les organismes.

### Suintements froids

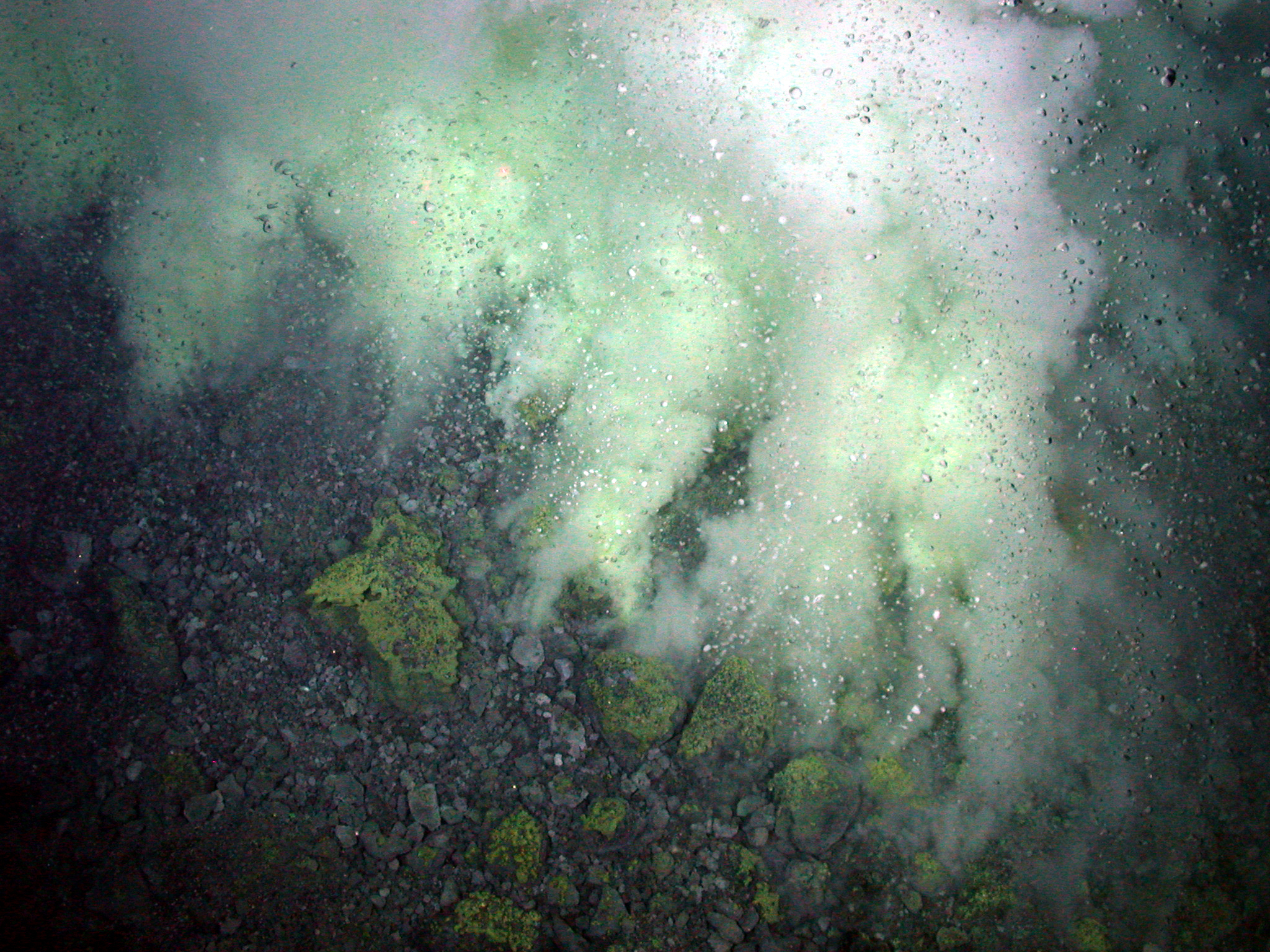
De nombreux suintements froids (d'où se dégage probablement du CO2) sur les pentes d'un volcan sous-marin.

Les suintements froids désignent, par opposition  à l'émission de fluide chaud des sources hydrothermales, des lieux sous-marins d'émanation permanente de sulfure d'hydrogène, de méthane et d'autres hydrocarbures. Ces suintements se produisent au niveau du plancher océanique, ou parfois sur les flancs d'un mont sous-marin. Ils constituent un support pour un écosystème basé sur la chimiosynthèse qui s’épanouit autour de la sortie des fluides froids.

### Lacs de saumure

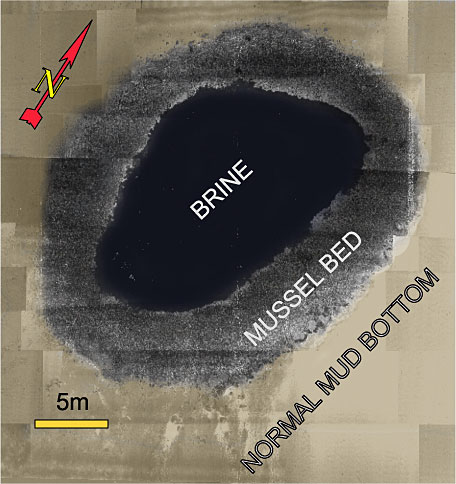
Cartographie par la NOAA d'un bassin de saumure dans le golfe du Mexique.

Découverts dans les années 1980, les lacs de saumure forment des étendues de saumure, plus ou moins vastes, situées sur le fond d'une plaine abyssale océanique. Ils n'abritent pas directement la vie, mais quand ils ont aussi des sources de méthane ou d'autres hydrocarbures, ils sont parfois entourés d'une riche ceinture de moules ou d'autres espèces des grands fonds.

### Neige marine
La neige marine a une composition qui inclut : plantes et animaux morts ou mourants (plancton), protistes (diatomées), déchets fécaux, sable, suie et autres poussières inorganiques. Les « flocons de neige » sont des agrégations de plus petites particules liées par un mucus sucré, les particules exopolymériques transparentes. Ces agrégats grossissent avec le temps et peuvent atteindre plusieurs centimètres de diamètre, voyageant plusieurs semaines avant d’atteindre le fond de l’océan.

### Carcasses de baleines

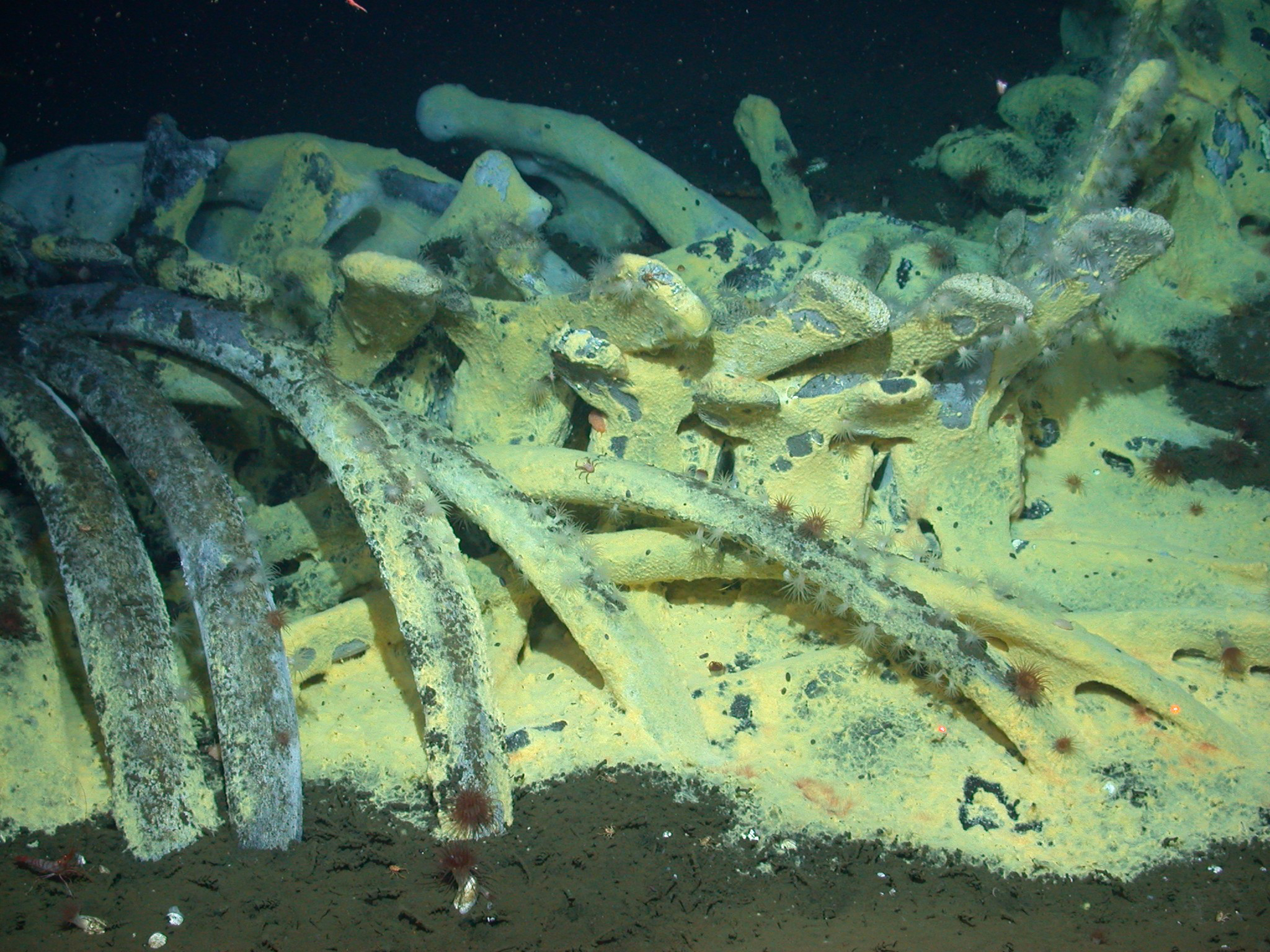
Communautés chimiotrophes sur la carcasse d'une baleine grise de 35 tonnes à 1674 m de profondeur dans le bassin de Santa Cruz.

Lorsqu'elles meurent, la plupart des baleines coulent vers le plancher océanique. C'est l’équivalent de 2 000 ans d’apport en carbone organique qui se concentre sur environ 50 m² de sédiments. Dans les années 1980, l'exploration sous-marine robotisée a pu confirmer que la décomposition de ces énormes charognes sur la plaine abyssale donne lieu à l'apparition d'écosystèmes pouvant durer une centaine d'années avec même des espèces spécialisées telles que les vers Osedax. Des situations similaires peuvent se passer lorsque d'autres animaux tels que des requins-baleines, d'autres requins, des grands poissons comme des thons où même des crocodiliens tombent. Le même phénomène peut se produire avec des végétaux tels que des forêts de kelp après une tempête ou encore du bois venu de la surface.

## Géologie
La géologie des abysses est peu connue à l'heure actuelle.

## Histoire de la représentation des abysses
La représentation des abysses a beaucoup évolué au cours des siècles.
Pythagore envisage le fond de mer parcouru d'ondulations provoquées par les ardeurs du feu central de la Terre. Platon l'imagine perforé de siphons qui permettraient le transfert d'eau entre les abysses et le Tartare. L’historien Théopompe de Chios évoque des tunnels sous-marins entre la mer Égée et la mer Adriatique au prétexte qu'on avait retrouvé des poteries de Chios dans l'embouchure du fleuve Naron en Dalmatie. Aristote s'oppose à ces théories et impose le concept d'immutabilité des fonds comprimés par des eaux vaseuses et peu profonde. À la fin du Moyen Âge, quelques savants touche-à-tout reprennent les concepts des prédécesseurs d'Aristote pour expliquer le paradoxe des mers qui ne débordent pas alors qu'elles sont constamment alimentées par les pluies et les fleuves.
Benoît de Maillet dans son Telliamed en 1755, explique ce paradoxe en considérant que la Terre a eu des alternances de réhydratations et de dessèchements pendant lesquels le niveau des mers n'a jamais cessé de baisser, laissant émerger des montagnes. Le rôle important qu'il fait jouer à l'eau fait que de Maillet a été considéré comme partisan de la théorie diluvianiste (rôle important du déluge de Noé dans la géologie) mais il exclut toute intervention miraculeuse et applique la théorie de l'évhémérisme.

## Exploration des abysses

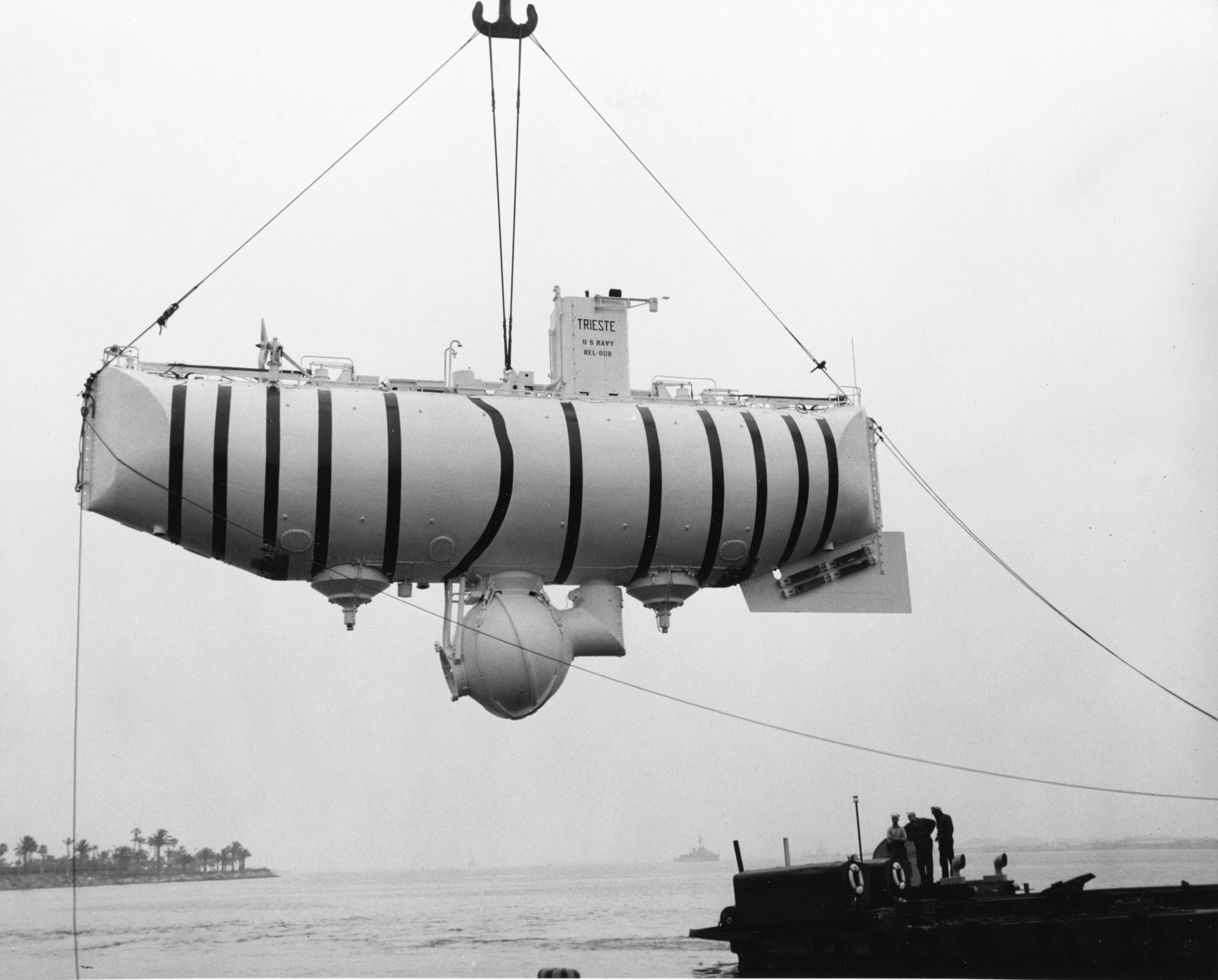
Le bathyscaphe Trieste développé par Auguste Piccard en 1953.

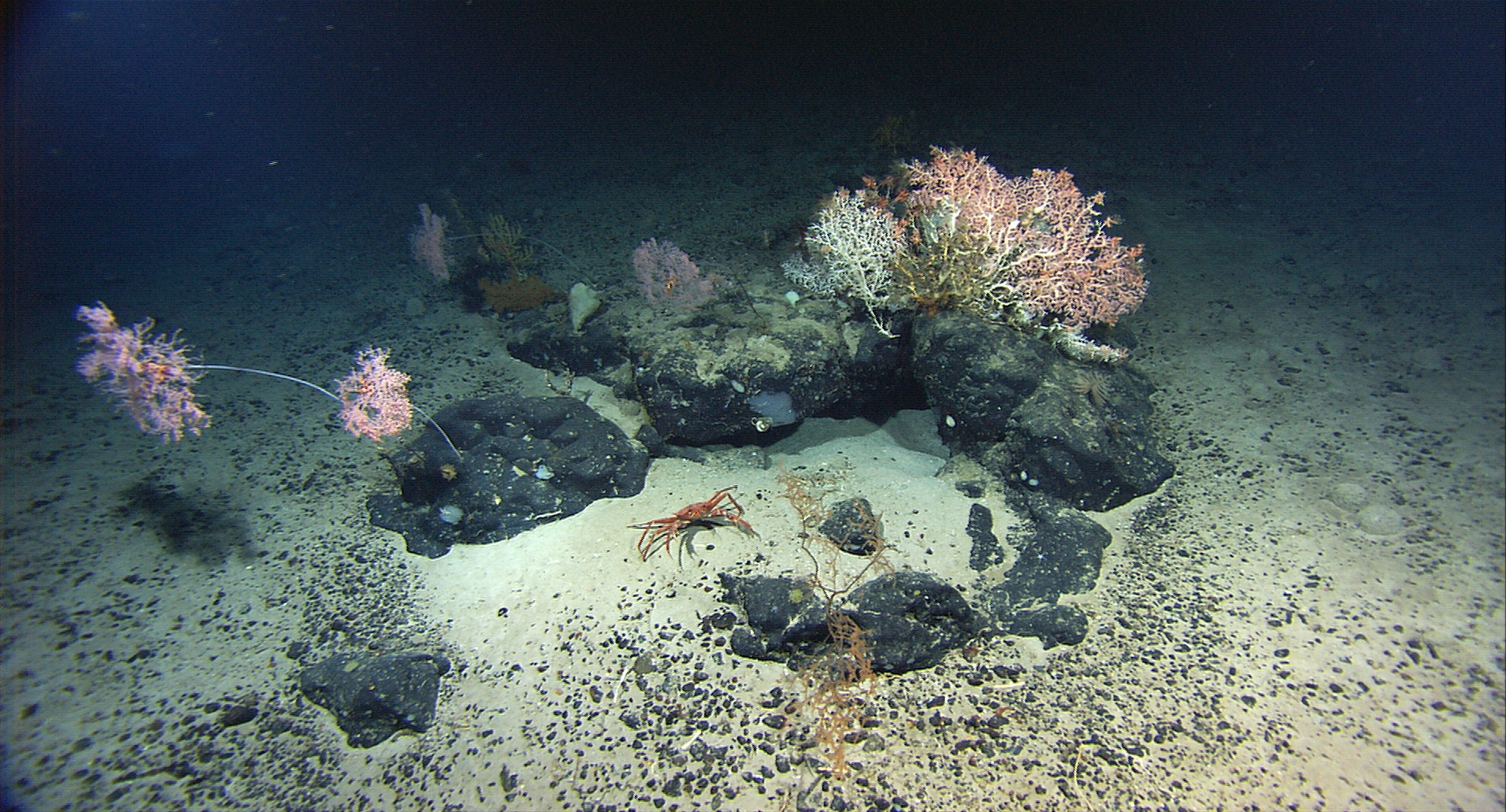
Expédition de la NOAA dans les monts sous-marins de la Nouvelle-Angleterre en 2004.

Les abysses sont un environnement totalement hostile à l'homme, et représentent l'un des milieux les moins explorés de la planète. À  partir de la zone mésopélagique, les pressions sont trop grandes pour les méthodes traditionnelles d'exploration, exigeant des approches alternatives pour la recherche. Les stations caméra, de petits submersibles habités et des ROV (véhicules actionnés à distance) sont trois méthodes utilisées pour explorer les profondeurs de l'océan. En raison de la difficulté et le coût de l'exploration de cette zone, les connaissances actuelles sont très limitées. La pression augmente d'environ 1 atm tous les 10 mètres, ce qui signifie que certaines zones peuvent atteindre des pressions de plus de 1 000 atm. La pression rend non seulement les grandes profondeurs très difficiles à atteindre sans aide mécanique, mais elle rend aussi l'étude des organismes adaptés à ces pressions énormes difficile. En effet, les organismes ramenés à la surface pour y être étudiés sont rapidement tués par la faible pression atmosphérique.
L'exploration des abysses prend son essor à la fin du XIXe siècle avec la pose de câbles sous-marins télégraphiques. Entre 1872 et 1876, l'Expédition du Challenger parcourt le monde en se livrant à des relevés de profondeur et de faune abyssale (jusqu'à 8 km), découvrant des centaines de nouvelles espèces et de nouveaux types d'écosystèmes jusque-là insoupçonnés. L'expédition Princess Alice prend sa suite en 1901, chalutant jusqu'à 6 km, qui ne sera suivie de manière significative que quarante ans plus tard, par une expédition suédoise en 1947–1948, établissant la preuve définitive et irréfutable de la possibilité de la vie au-delà de 6 km de profondeur (auparavant les spécimens remontés étaient suspectés d'être « tombés » par mégarde à des profondeurs inhabitables). La cartographie des abysses débute avec le géophysicien et géodesiste hollandais Felix Andries Vening Meinesz qui peut utiliser des sous-marins de la flotte néerlandaise à des fins scientifiques pour réaliser entre 1923 et 1930 des campagnes de mesures gravimétriques du plancher océanique.
Le plus célèbre explorateur des grands fonds est sans doute le Suisse Auguste Piccard : à bord de son bathyscaphe Trieste, il établit puis bat tous les records du monde de descente en habitacle pressurisé (le premier à 1 000 m de profondeur en 1948, puis 3 150 m en 1953), avant d'établir la première descente habitée dans le point le plus profond de tous les océans, le « Challenger Deep » (10 916 m), dans la fosse des Mariannes.
En 1956, c'est le célèbre explorateur français Jacques-Yves Cousteau qui prend les premières photographies de la zone hadale, en sous-marin dans l'Atlantique.

## Exploitation
À peine inventoriés, notamment pour la biodiversité qui y est encore presque inconnue, ils font déjà l'objet de nombreux projets et tests d'exploitation de ressources profondes (métallurgiques notamment), ce qui inquiète les experts en biologie marine qui craignent des impacts très négatifs pour la vie fragile qui s'est développée à ces profondeurs.
Face aux risques de conflits pour l'exploitation de ces fonds, l'ONU a déclaré les fonds marins patrimoine mondial de l'humanité. Les litiges doivent être réglés par le tribunal international du droit de la mer, basé à Hambourg. En France, le Grenelle de la mer, en juin 2009, a suggéré que parmi les questions émergentes, les grands fonds fassent l'objet d'une étude plus approfondie.

### Pêche

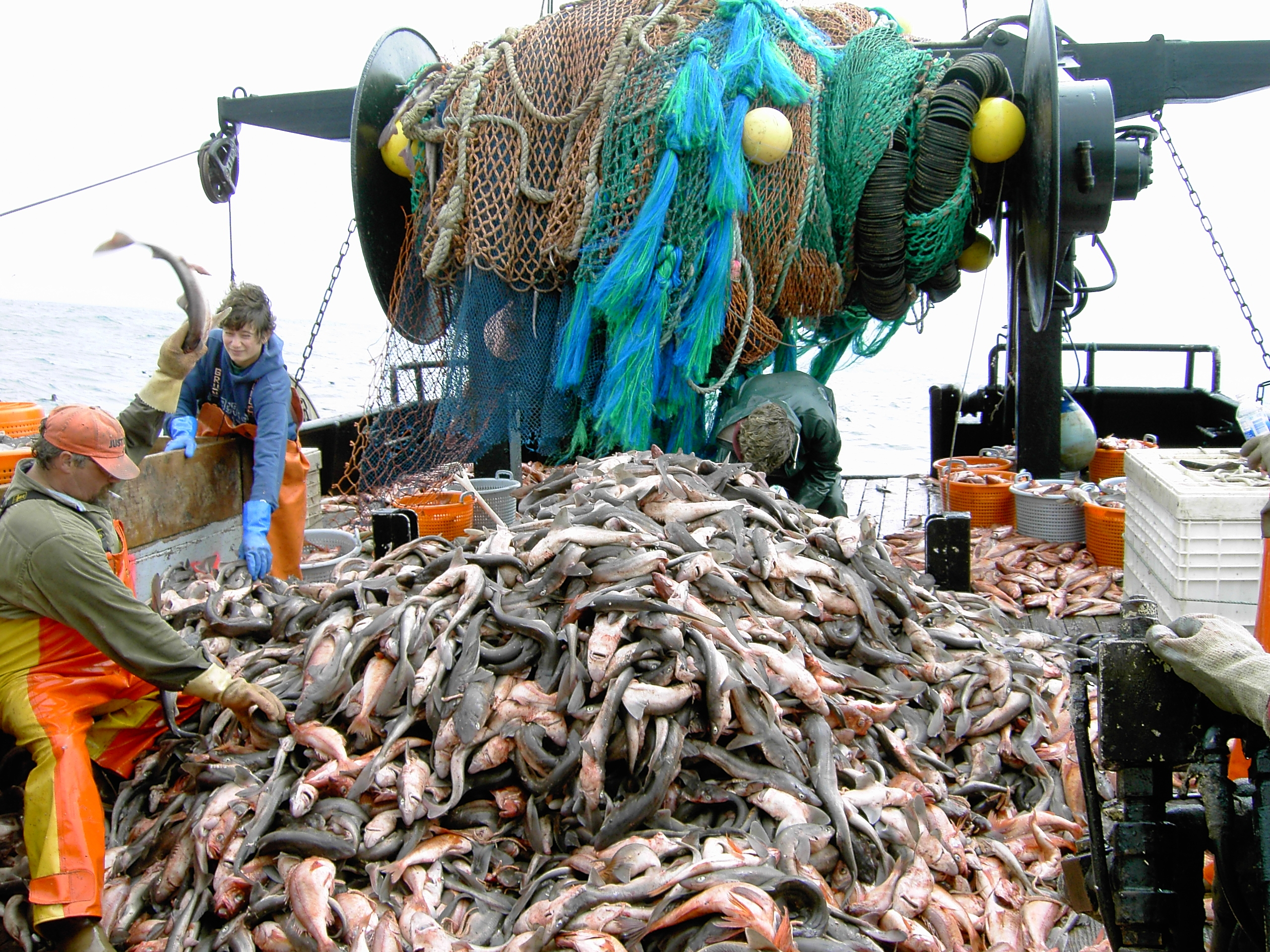
Un filet remontant des aiguillats communs.

Les poissons abyssaux constituent une ressource halieutique et de nombreuses espèces sont consommées par l'Homme. Parmi elles, les plus consommées sont le colin d'Alaska, les sabres de mer, les baudroies, les béryx et les flétans qui vivent à plusieurs centaines de mètres de profondeur.

## Protection
Il n'existe pas d'outils spécifiques de protection de l'environnement marin profond (de type aires marines protégées) ni d'outils juridiques ayant été spécifiquement adaptées à la biodiversité marine des grands fonds, encore mal connue[réf. nécessaire]. Mais le 15 octobre 2007 a eu lieu, par le gouvernement néozélandais, une première désignation d'« aire benthique protégée » en Nouvelle-Zélande, pour 17 zones “benthic protection areas” (BPAs) qui couvrent au total environ 1,2 million de km2 couvrant près d'1/3 de la zone économique exclusive du pays. Cette zone est presque en totalité située à plus de 1 000 m de fond, et a donc été peu chalutée.

### Vidéographie
- La cartographie des abysses: la connaissance 1/2 (Le dessous des cartes, ARTE)
- la cartographie des abysses : l’exploitation 2/2 (Le dessous des cartes, ARTE)
- (en) Alexandra Witze, « Gravity map uncovers sea-floor surprises  Sharpest pictures yet of the ocean basins reveal uncharted volcanoes and other geological wonders. », 2014, mis en ligne le 2 octobre 2014